# Municipio de Ensign (Dakota del Norte)
El municipio de Ensign (en inglés: Ensign Township) es un municipio ubicado en el condado de Renville en el estado estadounidense de Dakota del Norte. En el año 2010 tenía una población de 127 habitantes y una densidad poblacional de 1,37 personas por km².

## Geografía
El municipio de Ensign se encuentra ubicado en las coordenadas 48°30′7″N 101°15′24″O / 48.50194, -101.25667. Según la Oficina del Censo de los Estados Unidos, el municipio tiene una superficie total de 92.6 km², de la cual 92,57 km² corresponden a tierra firme y (0,03 %) 0,03 km² es agua.

## Demografía
Según el censo de 2010, había 127 personas residiendo en el municipio de Ensign. La densidad de población era de 1,37 hab./km². De los 127 habitantes, el municipio de Ensign estaba compuesto por el 95,28 % blancos, el 0,79 % eran asiáticos y el 3,94 % eran de una mezcla de razas. Del total de la población el 0 % eran hispanos o latinos de cualquier raza.